# أليكساندر أغرينوسكي
أليكساندر أغرينوسكي مواليد 7 مايو 1988 في سكوبيه، جمهورية يوغوسلافيا الاشتراكية الاتحادية، هو لاعب كرة سلة كرواتي. بدأ مسيرته الاحترافية في سنة 2002. لعب مع نادي سيبونا لكرة السلة في الدوري الكرواتي لكرة السلة الدرجة الأولى وتريسكيرشن ليونز في الدوري النمساوي لكرة السلة.

## روابط خارجية
- أليكساندر أغرينوسكي على موقع الاتحاد الدولي لكرة السلة (الإنجليزية)
- أليكساندر أغرينوسكي على موقع الدوري الأوروبي لكرة السلة (الإنجليزية)
- أليكساندر أغرينوسكي على موقع كرة السلة الأوروبية.كوم (الإنجليزية)
- أليكساندر أغرينوسكي على موقع ريلجم (الإنجليزية)
- أليكساندر أغرينوسكي على موقع بروبوليرز (الإنجليزية)
- أليكساندر أغرينوسكي على موقع سبورتس رفرنس (الإنجليزية)
- أليكساندر أغرينوسكي على موقع سبورتس رفرنس (الإنجليزية)